# José Comas Quesada
José Comas Quesada, va ser un pintor grancanari nascut al Puerto de la Luz, Las Palmas de Gran Canaria, el 3 de febrer de 1928 i mort el 14 de gener de 1993. És considerat un dels màxims exponents de la pintura a l'aquarel·la, tant a Canàries com a Espanya, de l'últim quart del segle xx.

## Començaments artístics

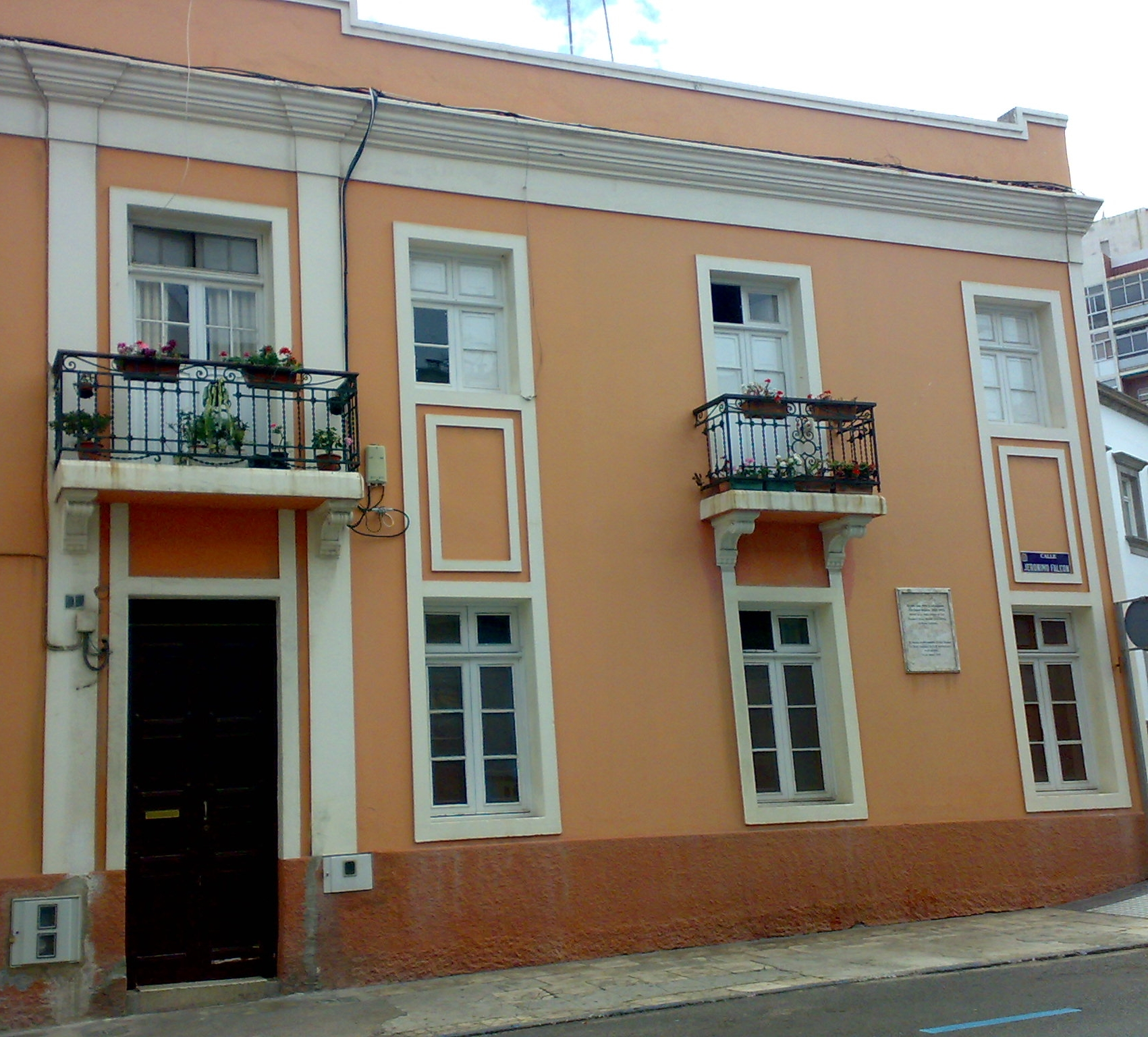
Casa on visqués el pintor.

Comas Quesada es va iniciar en l'art de la pintura a la primerenca edat de 15 anys. El seu interès per aquesta i despuntava en l'assignatura de dibuix de l'antic batxiller, dedicant moltes hores a practicar amb llapis i carbonet. En aquells difícils temps de la postguerra civil espanyola, la seva família no considerava la pintura una professió amb futur, com expliqués en una entrevista: 
| « | “Entonces comencé peritaje mercantil, pero sin abandonar mi afición. Recuerdo que junto a varios amigos aprovechábamos los fines de semana para irnos con los caballetes en ristre a la zona de El Rincón o La Laja. La situación económica era tan mala que teníamos que hacernos nosotros mismos los caballetes preparando los lienzos con sacos de harina”. | » |

El seu interès per l'aquarel, tècnica pictòrica que no abandonaria i que convertiria en vehicle d'expressió durant la resta de la seva vida, va començar quan tenia entre 18 o 20 anys, en contemplar unes aquarel de Francisco Bonnín Guerín al Gabinete Literario de la capital de Gran Canària i de les quals el pintor va dir el següent: 
| « | “Aquellas acuarelas de Bonnín eran algo asombroso, aún recuerdo un bodegón, que daba el perfume de las cosas, la limpieza de tratamiento. (…) Recuerdo que iba al estudio a hacer mis pinitos con la acuarela, luego volver a la exposición… o sea que para mí Bonnín indirectamente fue un maestro”. | » |

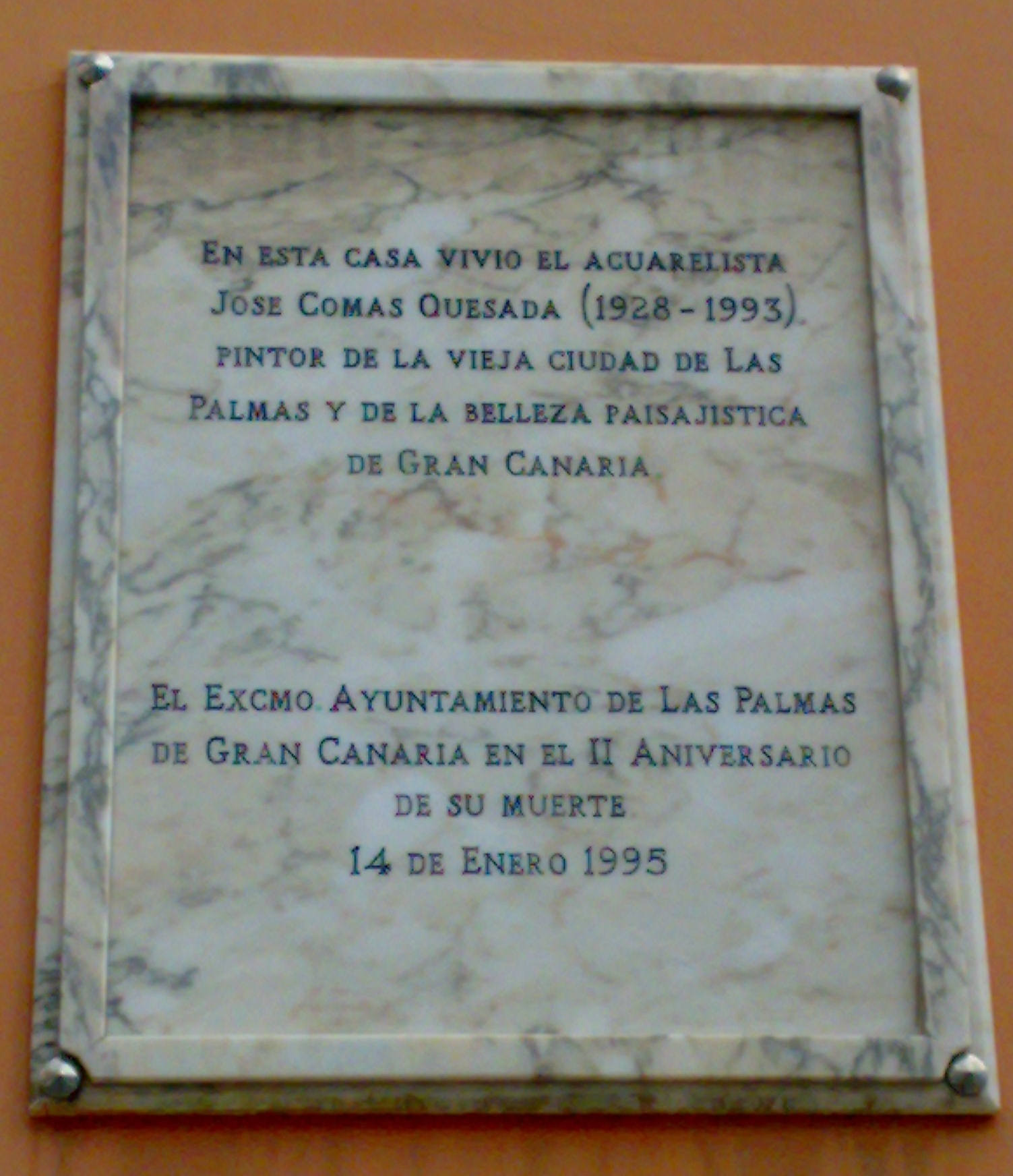
Làpida commemorativa.

Observant les pintures de Bonnín, José Comas va aprendre la tècnica de l'aquarel de manera indirecta, però respecte a l'estil es va sentir més identificat amb el d'Antonio González: 
| « | “Antonio González Suarez iba buscando lo que late, lo que se siente pero no se ve. Su paisaje de brumas y nieblas es también mi paisaje porque ese es mi sentimiento, las brumas, los días fríos. | » |

A causa de la situació de penúria econòmica de la dècada de 1940 no va poder pagar un mestre, encara que això no li va impedir aprendre de manera autodidacta, iniciant-se en les tècniques del llapis, cera, sanguina, oli i aquarel·la. També va practicar altres disciplines artístiques com la talla artesanal i l'escultura, modelant en fang, guix o escaiola, encara que el seu gran afició va ser sempre el dibuix.
Durant aquesta primera etapa de la seva trajectòria artística, va participar en diverses exposicions col·lectives, com les del Club PALA (1947) on va presentar quatre aquarel de petit format, entre elles "Rincón del Pueblo Canario" i "Barcas en la costa", així com en l'exposició de novells amb motiu dels premis "Nicolás Massieu", a Las Palmas de G. C. Així mateix intervé en les Biennals de Belles Arts de Las Palmas en els anys 1950, 1952, 1958, 1960 i pren part en la selecció "Arti Grafiche Ricordi" (Milà, 1954).
Després d'aquestes primeres exhibicions desapareix del panorama artístic canari durant gairebé vint anys per raons d'índole familiar i laboral.

## Consagració com a artista
L'any 1974 va reprendre la seva autèntica vocació, la pintura, i es va introduir en les diferents sales d'art del moment. El desencadenant que el va portar a això va ser el seu treball com a representant d'una empresa catalana de motllures. En aquell temps, el acuarelista sentia com si comencés de nou i dubtava de la qualitat artística d'aquests primers quadres, per aquest motiu els signés amb el pseudònim de "Masca".
El 1975 va començar a exposar amb l'Agrupación de Acuarelistas Canarios, primer a la Sala Cairasco de Las Palmas de Gran Canaria i un any més tard al Cercle de Belles Arts de Santa Cruz de Tenerife. El 1976 va tornar a exhibir en l'esmentada Sala Cairasco, on va obtenir la medalla de bronze de l'Agrupació per l'aquarel titulada "Árboles y bruma".

## Aquarel·les commemoratives: "El pintor de la ciutat"
Menció especial mereixen les col·leccions creades entre els anys 1977 i 1981, on va realitzar, entre d'altres, diverses sèries successives d'aquarel·les el leitmotiv de les quals versava sobre els diferents racons dels barris de Vegueta i Triana i que van coincidir en el temps amb el 500 Aniversari de la fundació de Las Palmas de Gran Canaria.
Es tractava d'evocadores imatges de la ciutat antiga, tant coetànies del seu temps com retrospectives de finals del segle xix i principis del XX, en què es plasmava l'esperit de la vella vila; íntimes, cuidades i apartades places, solitaris passatges i carrerons, esglésies, balcons tradicionals canaris o quioscos testimonis d'una altra època i temps.
Algunes de les pintures reflectien la ciutat tal com era a finals dels setanta, però per als espais que ja havien estat transformats o desapareguts víctimes del progrés, com els anomenats popularment ponts de pedra i de pal, la plaça de les granotes o el barranc de Guiniguada, l'artista va recórrer per a recrear els seus propis records i fotografies del seu arxiu personal. Va saber captar i reflectir amb gran sensibilitat l'ambient i l'atmosfera d'antany, deixant així una constància documental per a les generacions futures, ja que cap altre pintor de l'època es va dedicar a immortalitzar i retratar la ciutat per commemorar una efemèride tan important en la història de Canàries.
Fins a l'arribada de Comas Quesada, exceptuant determinats llenços de Nicolas Massieu, Felo Monzón, Jorge Oramas i alguns autors més, Las Palmas era una ciutat sense pintors que la retratessin. I si Massieu és considerat el pintor de Gran Canària, Comas Quesada ho és del seu capital, ja que fins llavors cap altre artista havia produït tal quantitat d'obres sobre ella.
Per això se li coneix amb el nom de "el pintor de la ciutat", va ser una espècie d'historiador, de "cronista pictòric". Per a aquests quadres en particular, l'autor va sacrificar la seva tècnica habitual a força de veladures i de certa tendència a l'abstracció, per una absoluta fidelitat en el dibuix i acostament al color local, traslladant-nos a un passat de bucòliques i romàntiques estampes, transmetent tota la bellesa i l'encant que desprenia cada lloc i que només un mestre de l'aquarel·la com ell va saber aprehendre i comprendre.
La primera de les col·leccions va sortir al juny de 1977, quan l'artista va presentar en una carpeta juny aquarel editades en sèries limitades i numerades, en les quals es recollien pintoresques estampes dels barris fundacionals de Vegueta i Triana.
Un mes més tard, el 4 de juliol de 1977, tres anys després del seu retorn al món de l'art i segons les seves pròpies paraules, sense trobar plenament convençut de la qualitat de les seves pintures, realitzar la seva primera exposició individual. Amb ella es va inaugurar la sala d'art Madelca, situada en aquell temps a la Plaça Major de Santa Anna de la capital de l'illa. Es tractava d'una col·lecció de 20 aquarel·les on es plasmaven diferents llocs del nucli antic, anticipant així a la commemoració del V Centenari de la fundació de Las Palmas de Gran Canaria que se celebraria l'any següent. Aquell any va guanyar el certamen de la desapareguda Sala Cairasco, obtenint la medalla de plata de l'Agrupació d'Aquarel·listes Canaris amb l'obra "Ingenio", així com el premi de "conjunt d'obra" de la Caixa Insular d'Estalvis de Gran Canària.
El juliol de 1978, va oferir una mostra individual en Madelca presentant novament temes de l'antiga urbs amb motiu del 500 Aniversari de la constitució de la seva ciutat natal, en aquesta ocasió van ser 30 aquarel·les. Al desembre va guanyar la medalla d'or de l'Agrupació d'Aquarel·listes Canaris al IV certamen celebrat a la Sala d'exposicions Cairasco (de la Caixa Insular), per "Bruma".
El 1979, una altra sèrie d'aquarel sobre el centre històric de la capital de Gran Canària titulada "Homenaje a la Vieja Ciudad", exposades a la Sala d'Art de la Caixa (antiga Sala Cairasco). En aquest mateix any va aconseguir el primer premi per la pintura anomenada "Crepúsculo en el Sur" a la I Biennal de l'aquarel "Ciudad de Las Palmas".
Donat l'èxit d'acollida de les sèries de 1977, 1978 i 1979, sobre els barris històrics de Vegueta i Triana, novament figuren aquests paisatges urbans en unes aquarel·les i gravats a la Sala d'Art de la Caixa el desembre de 1981. Encara que sense oblidar que també va crear diverses col·leccions amb una altra temàtica paisatgística durant aquests anys.

A partir de 1981 va decidir donar per conclosa aquesta temàtica (si bé Las Palmas tornaria a ser el seu "musa" per última vegada el 1991), afirmant en el seu moment: 
| « | “Mi amor y mi entusiasmo por la ciudad y por Vegueta está suficientemente demostrado. He llevado a Vegueta durante muchos años fijo en mi mente, lo he pintado desde todas sus esquinas y ya la gente cuando ve por ahí una acuarela de la ciudad sabe si es mía o de otros pintores”. | » |

Durant la dècada dels 80 i principis de la següent va continuar participant en diverses exposicions, tant individuals com col·lectives, en diferents centres culturals, sales i galeries de Gran Canària, així com a Tenerife i Fuerteventura.
El 1985 es va convertir en membre de la recentment constituïda Associación Canaria d'Acuarelistas, prenent part així mateix en les seves exposicions col·lectives.

## Darrera etapa: 1982-1992
En l'última etapa de la seva carrera artística trenca amb l'il·lustratiu i intenta composicions no tradicionals, es torna més sobri en el color i matisa les tonalitats buscant una gamma de colors més extensa. Aquesta línia sintètica i suggeridora si bé no és nova és ara quan adquireix una major virulència. Com ha recalcat en el seu moment: 
| « | “Me siento subyugado por los efectos neblinosos, por las brumas, las aguas encharcadas… atmósfera intemporal que produce efecto onírico. Es como si buscara en el paisaje que encanto hay detrás, en lo que no se ve, en ese misterioso más allá que no percibimos pero sí admiramos… sugiero una idea, elimino elementos que no me interesan, abstraigo de la realidad”. | » |

El setembre del 1991, en la que seria l'última exposició celebrada en vida de l'autor, presentar al CICCA (Centre d'Iniciatives de la Caixa de Canàries) una trilogia anomenada: La Vieja Ciudad, Rincones Isleños i Espacios Abiertos. Quant a la primera, el acuarelista recuperar de nou la temàtica del nucli històric de Las Palmas, però abordada des d'una tècnica renovada amb una pinzellada àgil i vigorosa, més decisió en el traçat i major cromatisme en la seva paleta, posant en relleu que era un pintor el llenguatge artístic es trobava sempre en constant evolució i recerca de noves maneres expressives.
El que caracteritza i defineix la producció pictòrica de Comas és un continuat interès per l'arquitectura i els paisatges naturals de les costes, mitjanies i cims de Gran Canària, marines, cases amb coberta de teula, patis i balconades, etc. de diferents parts de l'illa com Fataga, Valleseco, Vega de San Mateo, Ayacata, Tenteniguada. D'altra banda, va pintar igualment molts dels llocs més representatius de l'illa de Tenerife; places, carrers, espais rústics, balcons, etc., de Tacoronte, La Orotava, Icod, La Laguna, Santa Cruz, etc., a més de determinats llocs de Fuerteventura.
L'estil del pintor és totalment identificable, des del colorit a l'ambientació,-aquest ús extraordinari, però sense excedir-, de l'esfumat - tot té un accent sobre l'espai de la cartolina: línia i perspectiva, diferenciació de plànols, soltesa de l'aiguada, etc. Hi ha una constant predilecció per reproduir certs efectes i elements atmosfèrics que confereixen a molts dels seus llenços una tret distintiu; boirines, cels de variats celatges, reflexos de l'aigua, bassals, dies plujosos, etc. Marines on la forma es torna evanescent amb tractament de blaus, blancs i daurats exquisits i que recorden a un dels grans mestres de l'aquarel·la de tots els temps, a Turner.
Es va adscriure als postulats de l'anomenada "aquarel·la experimental", nom amb què es van batejar dues exhibicions inaugurades el 1966 i 1971 respectivament a La Laguna (Tenerife). Aquest corrent advocava per l'experimentació, superant els motlles tradicionals que dominaven al gènere i oferint una visió renovada d'acord amb l'estilística del moment.

José Comas Quesada va ser un virtuós del dibuix, un mestre irreprotxable de l'aquarel clàssica que va saber reflectir el color i la llum de les Canàries. Segons paraules textuals seves:
| « | “He pintado con gusto y para mí es una satisfacción el dominio de la técnica. Pero no es pintar por pintar, hay que pintar con sentimiento, con el corazón, y hay que ser profesional”. | » |